# Италия на зимних Олимпийских играх 2006
Италия была представлена на зимних Олимпийских играх 2006 года 185 спортсменами (111 мужчин, 74 женщины), выступившими в состязаниях по 15 видам спорта. Итальянская сборная завоевала 11 медалей (5 золотых и 6 бронзовых), что вывело её на 9 место в неофициальном командном зачёте.

## Медалисты
| Медаль | Спортсмен                                                                   | Вид спорта         | Дисциплина                     |
| ------ | --------------------------------------------------------------------------- | ------------------ | ------------------------------ |
| Золото | Фульвио Вальбуса Джорджо Ди Чента Пьетро Пиллер Коттрер Кристиан Дзордзи    | Лыжные гонки       | Мужчины, эстафета 4х10 км      |
| Золото | Джорджо Ди Чента                                                            | Лыжные гонки       | Мужчины, 50 км вольным стилем  |
| Золото | Армин Цоггелер                                                              | Санный спорт       | Мужчины, одиночки              |
| Золото | Маттео Анези Стефано Донагранди Энрико Фабрис Ипполито Санфрателло          | Конькобежный спорт | Мужчины, командная гонка       |
| Золото | Энрико Фабрис                                                               | Конькобежный спорт | Мужчины, 1500 м                |
| Бронза | Герда Вайссенштайнер Дженифер Исакко                                        | Бобслей            | Женщины, двойки                |
| Бронза | Арианна Фоллис Габриэлла Паруцци Антонелла Конфортола-Виатт Сабина Вальбуза | Лыжные гонки       | Женщины, эстафета 4х5 км       |
| Бронза | Пьетро Пиллер Коттрер                                                       | Лыжные гонки       | Мужчины, дуатлон 15 км х 15 км |
| Бронза | Освальд Хазельридер Герхард Планкенштайнер                                  | Санный спорт       | Мужчины, двойки                |
| Бронза | Марта Капурсо Арианна Фонтана Катя Дзини Мара Дзини                         | Шорт-трек          | Женщины, эстафета 3000 м       |
| Бронза | Энрико Фабрис                                                               | Конькобежный спорт | Мужчины, 5000 м                |